# Scomberesocidae
Famille
Les Scomberesocidae sont une famille de poissons de l'ordre des  Beloniformes. Ces poissons sont aussi appelés balaous ou sauris. Les balaous sont des poissons épipélagiques océaniques qui vivent dans des eaux tropicales et tempérées.

## Liste des genres
Selon ITIS :
- genre Cololabis Gill, 1896
- genre Scomberesox Lacepède, 1803